# Ormiscodes weymeri
Ormiscodes weymeri är en fjärilsart som beskrevs av Max Wilhelm Karl Draudt 1930. Ormiscodes weymeri ingår i släktet Ormiscodes och familjen påfågelsspinnare. Inga underarter finns listade i Catalogue of Life.